# 1930 en France
Chronologie de la France
- 1926
- 1927
- 1928
- 1929
- 1930
- 1931
- 1932
- 1933
- 1934

Cette page concerne l'année 1930 du calendrier grégorien.

## Événements

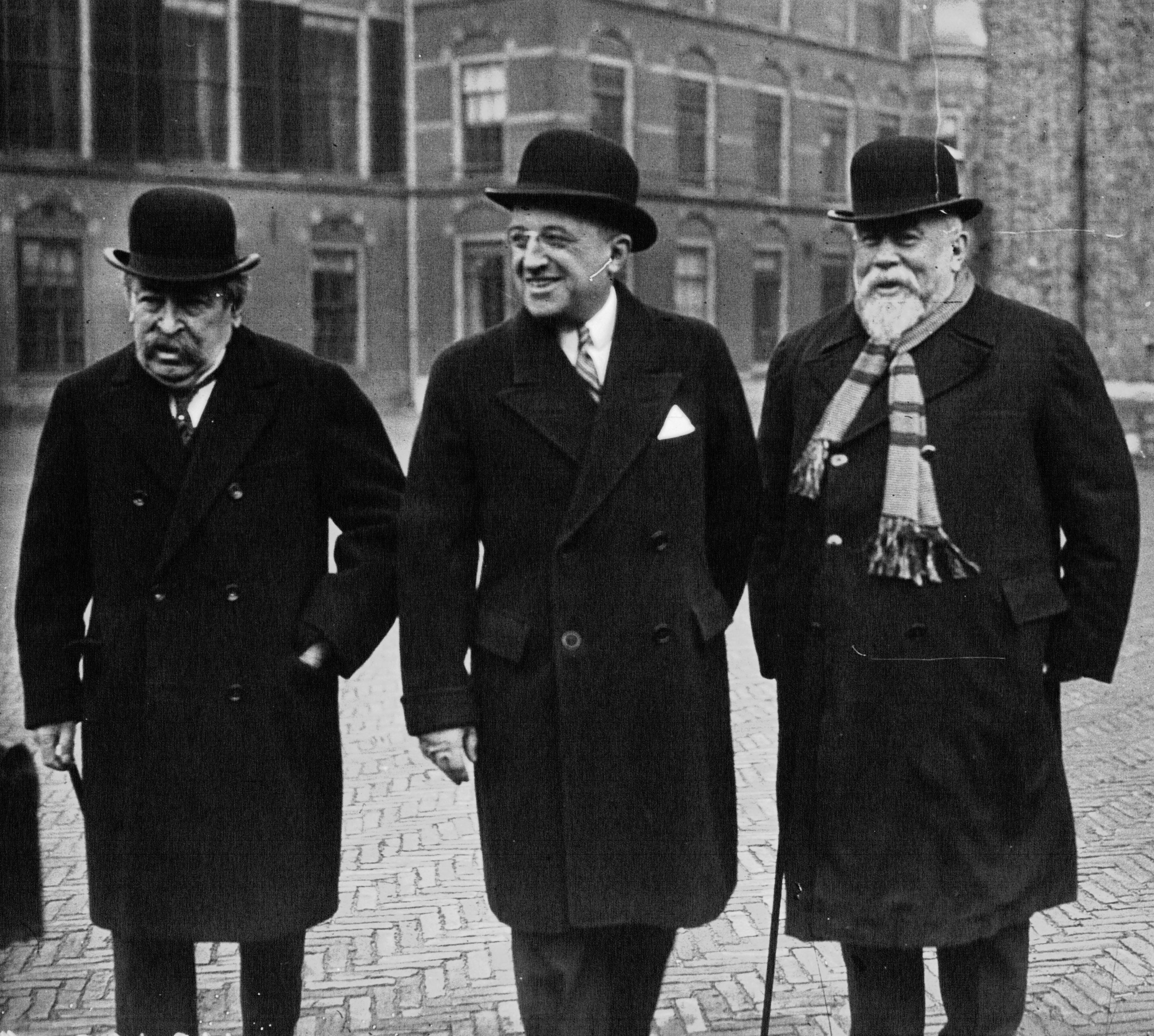
Aristide Briand, André Tardieu, Henry Chéron à la Conférence de La Haye.

- 3 - 20 janvier : deuxième conférence de La Haye sur les réparations. Adoption définitive du plan Young[1].
- 14 janvier : loi affectant trois milliards de franc de crédits pour la construction de la ligne Maginot[2].
- 26 janvier : le général russe blanc Alexandre Koutiepov est enlevé, à l'angle de la rue Oudinot et de la rue Rousselet, par deux agents de la Guépéou, les services soviétiques, et transporté secrètement de Paris en Russie soviétique[3],[4].

- 3 février, Indochine française : Hô Chi Minh fonde le Parti communiste indochinois[5]. Il sera disloqué par la répression des émeutes agraires.
- 9 février : soulèvement urbain et révolte dans les campagnes en Indochine contre les agents recruteurs. La garnison de Yên Bái se soulève, puis a lieu la grande marche des paysans dans le Nghe An, le Ha Tinh et le Quang Ngai (Annam) (mai 1930-septembre 1931)[5].
- 17 février : 
  - chute du premier cabinet André Tardieu[6].
  - réorganisation administrative locale : règlement d'administration publique pour l'application du décret du 28 décembre 1926 sur l'organisation des régies municipales et la participation des communes à des entreprises privés[7].
- 21 février : le président du parti radical Camille Chautemps président du Conseil[8].
- 25 février : chute du ministère Chautemps dès sa présentation devant la Chambre[8].

- 2 mars-4 décembre : second gouvernement Tardieu, de centre droit avec la participation des radicaux[8]. Pierre Laval remplace Louis Loucheur comme ministre du Travail[6].

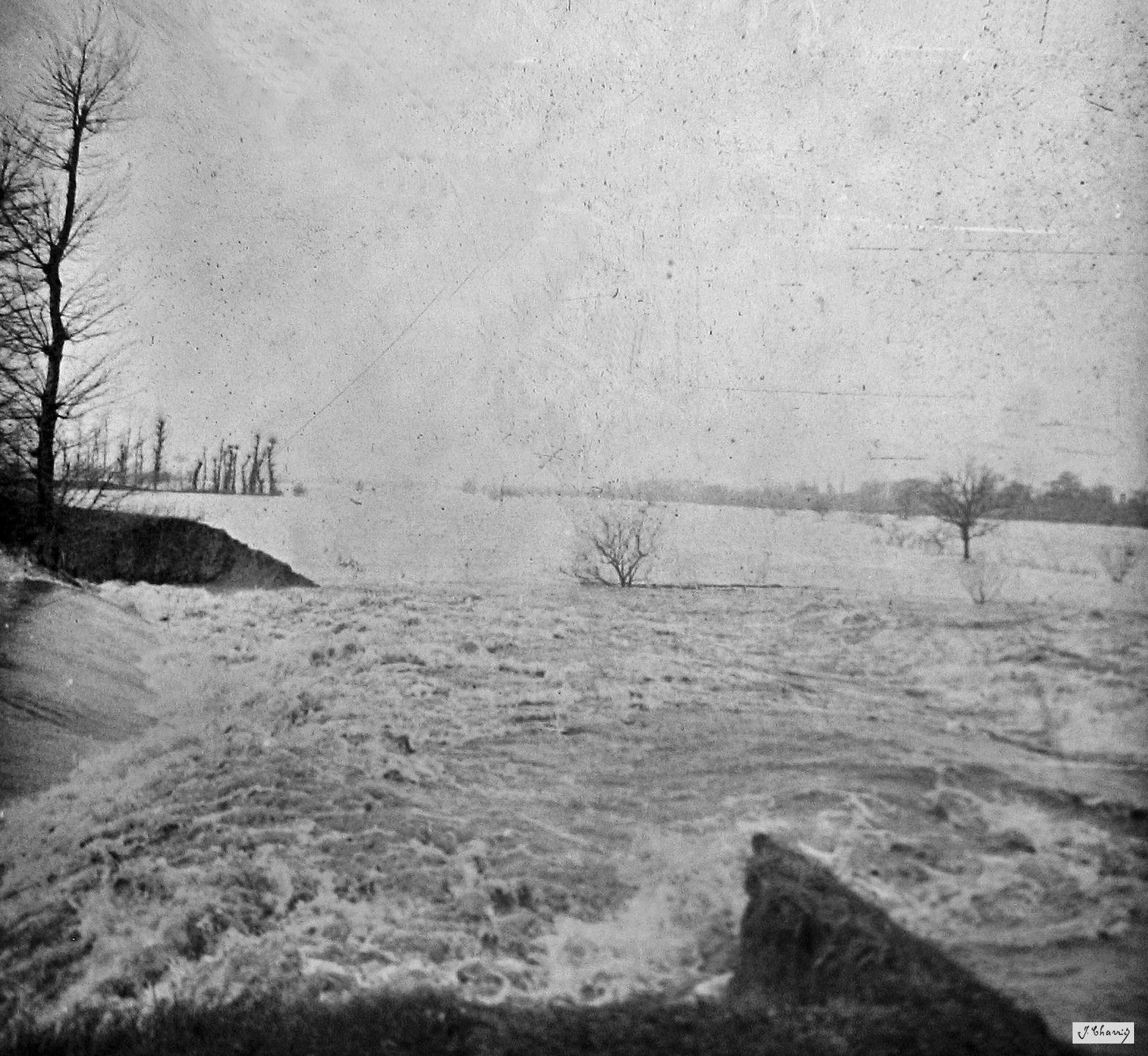
La crue de la Garonne emporte la digue vers Thivras (Marmande).

- 1er-4 mars : de terribles inondations saccagent le Languedoc et le Sud-Ouest, causant la mort de 210 personnes dont 120 à Moissac[9]. Douze départements submergés par les eaux sont sinistrés. Moissac est en partie rasée, Montauban et Agen partiellement détruites.
- 10 mars : création de l'Union rationaliste sous l'impulsion d'Henri Roger et de Paul Langevin dans le but de « défendre et répandre dans le grand public l'esprit et les méthodes de la science »[10].
- 12 mars : loi sur gratuité de l'enseignement secondaire dans les classes de sixième[6].
- 27 mars : ratification du plan Young par la Chambre[11].

- 16 avril :
  - loi de finances préparée par Paul Reynaud qui renforce le contrôle des députés sur le budget de l’État, en prévoyant que le ministère des finances communique tous les six mois au parlement un état des encaisses du Trésor et de la dette publique[12]. Réduction du taux d'imposition des bénéfices industriels et instauration d'une surtaxe sur les voitures étrangères. Définition des modalités d'exercice du contrôle financier local. Majoration de 10 % des contributions acquittées avec retard[13]. Lancement de nouveaux travaux de rénovation du cadastre.
  - loi concernant la retraite du combattant[6].
- 24 avril : le gouvernement crée le Comité supérieur de la normalisation, chargé de préparer la standardisation de la production industrielle[14].
- 27 avril : publication par Bernhard Schwertfeger des carnets de Schwartzkoppen, qui innocentent Dreyfus totalement[15].
- 30 avril : création d'un régime d'assurance vieillesse obligatoire pour les salariés modestes[16].

- 2 mai : loi ayant pour objet de réorganiser la protection des monuments naturels et des sites de caractère artistique, historique, scientifique, légendaire ou pittoresque[17].
- 12 - 13 mai : première liaison postale transatlantique sans escale effectuée le pilote Jean Mermoz, le navigateur Jean Dabry et le radiotélégraphiste Léopold Gimié, entre Saint-Louis-du-Sénégal jusqu’à Natal au Brésil[18].
- 17 mai : mémorandum français (Aristide Briand) sur la fédération européenne[19].
- 31 mai : accident ferroviaire de Montereau[20].

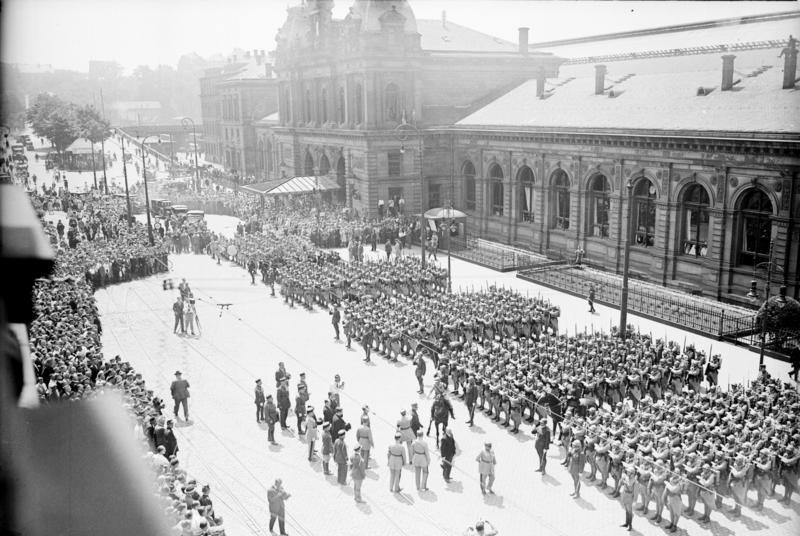
La dernière parade des troupes françaises devant la gare centrale de Mayence sous le commandement du général Adolphe Guillaumat, juste avant leur départ, le 30 juin 1930.

- 30 juin : évacuation définitive de la Rhénanie par les troupes Alliées[1].

- 1er juillet : entrée en vigueur de la loi sur les assurances sociales obligatoires[21].
- 18 juillet :  Maurice Thorez devient secrétaire général du Parti communiste français à l'issue d'une session du Comité central. Il appelle à combattre l'opportunisme de droite et le sectarisme de gauche[22].

- 2 septembre : les aviateurs Costes et Bellonte réussissent la première traversée de l'Atlantique Nord dans le sens est-ouest de Paris à New-York sans escale[6].

- 19 septembre : tempête sur la côte bretonne et les côtes de la Manche[23].

- 5 octobre : le dirigeable britannique R101 s'écrase à Allonne dans le département de l'Oise, tuant 48 personne[25].
- 9 octobre : inauguration du pont Albert-Louppe par le président de la République française Gaston Doumergue[26].

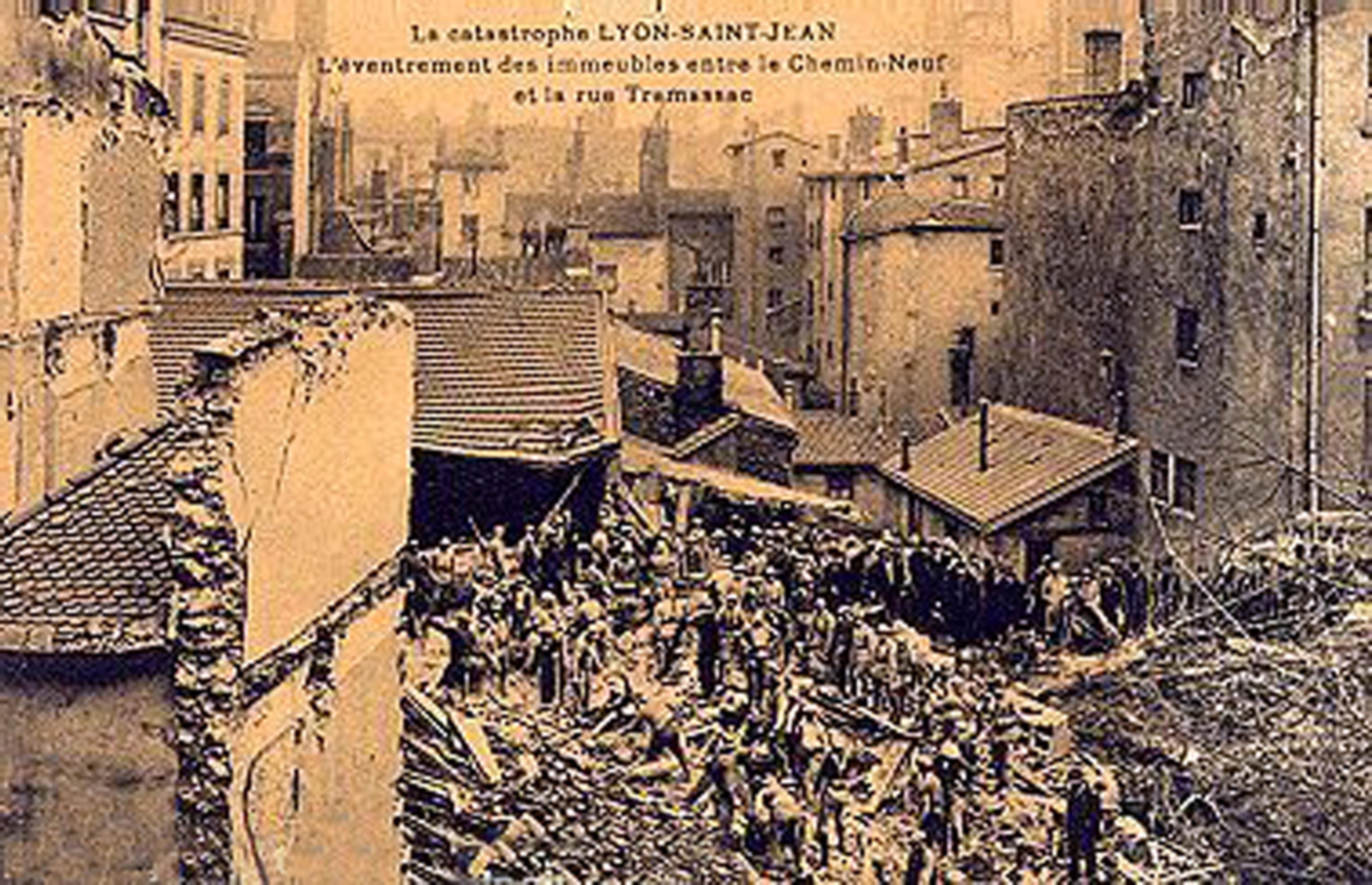
Catastrophe de Lyon-Saint-Jean ou catastrophe de Fourvière - L'éventrement des immeubles entre le Chemin-Neuf et la rue Tramassac.

- 12-13 novembre : catastrophe de Fourvière[27]. Trente-neuf personnes trouvent la mort lors d'un glissement de terrain sur la colline de Fourvière à Lyon.
- 21 novembre : la Chambre des députés nomme une commission d'enquête sur les scandales financiers. Albert Oustric est arrêté à la suite de la faillite frauduleuse de sa banque le 4 novembre. Le ministre de la Justice Raoul Péret est compromis. L'Affaire Oustric, scandale politico-financier, provoque la chute du cabinet Tardieu[28].
- 28 novembre : sortie de L'Âge d'or, film de Luis Bunuel au Studio 28 à Paris. Le 3 décembre la salle est saccagée par les membres de la ligue des Patriotes et de la ligue antisémite. Les toiles exposées sont endommagées et le film interdit par la préfecture le 11 décembre[29].

- 4 décembre : chute du président du Conseil Tardieu après un vote de défiance du Sénat[8].
- 6 décembre : un cargo de la société « La Langouste française » accoste sur l'île Saint-Paul où sept gardiens de la société ont été « oubliés » pendant neuf mois ; trois seulement ont survécu[30]. Début de l'affaire des Oubliés de l'île Saint-Paul.
- 13 décembre : Théodore Steeg, président du Conseil[8].

## Naissances en 1930
- 30 juin : Pierre Miquel, historien français.
- 25 juillet : Jean Vuillemey, peintre français († 11 mars 2012).
- 28 septembre : Lucien Mias, rugbyman français.

## Décès en 1930
- 22 mai : Jean Francis Auburtin, décorateur  (° 2 décembre 1866).
- 28 mai : Louis-Joseph Luçon, cardinal, archevêque de Reims (° 28 octobre 1842).
- 3 juillet : Pierre Termier, géologue.